# Paloma San Basilio
Paloma Cecilia San Basilio Martínez (Madrid, 22 de novembre de 1950), coneguda simplement com a Paloma San Basilio, és una cantant i actriu espanyola, representant d'Espanya en el Festival de la Cançó d'Eurovisió 1985 i on obtingué una 14a posició.
Al llarg de la seva carrera ha venut 16 milions de discos amb estils que van des de la cançó melòdica al pop, i ha realitzat un bon nombre d'aparicions en teatre musical com Evita, L'home de La Manxa, My Fair Lady, Victor/Victoria o Sunset Boulevard.
Va anunciar la seva retirada del món de la música el 2013, i va realitzar una gira de comiat per Europa i Amèrica.